# Y2K-Spiel
Das Y2K-Spiel (engl. Y2K Game oder SOS Game) ist ein 2-Personen-Spiel, das mit Papier und Bleistift gespielt werden kann und das 1999 die Grundlage einer Aufgabe der US-amerikanischen Mathematikolympiade bildete. Es wurde seither in mehrere mathematische Publikationen aufgenommen.
Y2K (engl. Year 2 Kilo) steht für das Jahr 2000. Die Autoren haben die Spielregel so formuliert, dass die Zahl 2000 darin eine Rolle spielt. Dies ist die einzige Verbindung des Spiels mit Y2K, da das Spiel auch beliebige andere Zahlenwerte zulässt. Die Aufnahme in eine Mathematikolympiade erfolgte wegen der naheliegenden Problemstellung, eine Gewinnstrategie zu finden.

## Spielregel

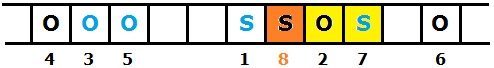
Nummerierte Abfolge von Spielzügen (Beispiel)
Spieler A blau, Spieler B schwarz, B gewinnt im 8. Zug

Das Spielbrett besteht aus 2000 nebeneinander angeordneten (zunächst leeren) Feldern. Die Spieler A (Anziehender) und B (Nachziehender) füllen abwechselnd die Felder in beliebiger Reihenfolge aus; es sind nur die Einträge S oder O erlaubt. Der Spieler, der als erster die Teilfolge ...SOS... erzeugt, ist Sieger.

## Spieltheoretische Einordnung
Das Y2K-Spiel ist ein endliches, zufallsfreies und neutrales (oder objektives) Nullsummenspiel mit vollständiger und perfekter Information. Nach einem Satz von Ernst Zermelo gibt es bei einem endlichen, zufallsfreien Nullsummenspiel mit perfekter Information entweder eine Gewinnstrategie für A, oder es gibt eine Gewinnstrategie für B, oder das Spiel endet unentschieden, wenn beide Spieler optimal spielen. In der mathematischen Literatur wird für das Y2K-Spiel bewiesen, dass B eine Gewinnstrategie hat, also immer gewinnt, wenn er keinen Fehler macht.

## Die Rolle der Zahl 2000
Fasst man das Y2K-Spiel als echtes Spiel und nicht nur als mathematisches Problem auf, so wird schnell deutlich, dass 2000 Felder sehr unhandlich sind und zu einer langen Spieldauer führen. Die Analyse der Gewinnstrategie zeigt, dass z. B. 20 Felder völlig ausreichen würden. Es ist anzunehmen, dass die Zahl 2000 gewählt wurde, um im Jahr der Publikation 1999 dem Spiel einen attraktiven Namen im Zusammenhang mit der bevorstehenden Jahrtausendwende geben zu können.

## Erweiterung der Spielidee
Das Spiel wird anspruchsvoller, wenn verschiedene Anzahlen der Spielfelder zugelassen werden. Dann ist es auch möglich, dass der Spieler A eine Gewinnchance hat oder das Spiel unentschieden endet, wenn A und B beide optimal spielen. Es lässt sich zeigen, dass es für A eine Gewinnstrategie gibt, falls die Anzahl der Felder mindestens 7 und ungerade ist. Für B gibt es eine Gewinnstrategie, falls die Anzahl der Felder mindestens 16 und gerade ist. In allen anderen Fällen gibt es keine Gewinnstrategie.
Das Spiel SOS erweitert die Spielidee auf zwei Dimensionen.